# Plumatella carvalhoi
Espèce
Plumatella carvalhoi est l’une des 94 espèces d'Ectoprocta d'eau douce (74 espèces de Phylactolaemata et 20 de Gymnolaemata), au sein de la famille des Plumatellidae.

## Dénomination
Cette espèce a été décrite par la zoologiste Eveline du Bois-Reymond Marcus en 1942. Son nom de genre (Plumatella) provient du fait que, vu de près, ses polypes donnent à une colonie dense un aspect « plumeux ». Son nom d'espèce est « carvalhoi ».

## Identification taxonomique
L’espèce ne peut être identifiée facilement. Les critères d’identification sont la taille, la forme et les motifs des flottoblastes (statoblastes à anneau flottant), qui doivent être observés au microscope optique ou au microscope électronique.